# 22Ж6М
22Ж6М «Десна-М» — пересувна трикоординатна станція радіолокації дециметрового діапазону хвиль.

## Історія
Досвід арабо-ізраїльських воєн 60-х — початку 70-х років виявив багато недоліків в системах ППО СРСР. Багато ресурсів і уваги було приділено зокрема створенню радіолокаційним системам захищеним від впливу РЕБ. Одним з результатів стала розробка на Правдинському радіозаводі РЛС «Десна» (22Ж6). Хоча вона створювалась на сучаснішій елементній базі, з використанням мікросхем, була явно краще енерговитратного та застарілого комплексу 5Н87 і його модифікації 64Ж6, але і ця станція викликала багато нарікань. Тому під час випробувань вона була модернізована до більш економного варіанту «Десна-М» (22Ж6М), котра і була прийнята на озброєння в 1986 році.

## Призначення
Призначена для контролю повітряного простору, автоматичного виявлення та визначення координат (дальність, азимут, висота, кут місця) широкого класу повітряних об'єктів в умовах активної протидії. Дозволяє виявляти стратегічну та тактичну авіацію, передавати інформацію для винищувальної авіації та проводити наведення зенітно-ракетних комплексів.

## Склад
До складу РЛС 22Ж6М «Десна-М» входять:
- антенно-поворотний пристрій (6ГГ);
- апаратний причіп (6РР);
- модульний причіп (6ГМ-М);
- система електроживлення на двох або трьох причепах;
- причіп з запасними частинами та інструментами (ЗІП);
- два напівпричепи типу МАЗ-938Б з укладками та антенними системами.

## Тактико-технічні характеристики
- Діапазон частот: короткохвильова частина дециметрового діапазону (довжина хвилі 13 см)
- Темп огляду, об./хв.: 6
- Дальність виявлення цілі типу «винищувач» на висоті 10000 м, км : 300
- Споживана потужність, кВт : 260
- Час розгортання, годин: не більш 10
- Обслуговуючий персонал, осіб : 16[2]